# Rüdiger Schaper
Rüdiger Schaper (* 1959 in Worms, Rheinland-Pfalz) ist ein deutscher Autor, Journalist und Theaterkritiker.

## Leben
Rüdiger Schaper lebt und arbeitet vorwiegend in Berlin und arbeitet seit 1999 beim Tagesspiegel. Dort ist er Leiter des Feuilletonressorts. Zuvor war er Berliner Kultur-Korrespondent der Süddeutschen Zeitung.
Schaper ist verheiratet und hat zwei Kinder.

## Werke
In Schapers schriftstellerischen Arbeiten spielen Essay und Kulturgeschichte eine wichtige Rolle. Zu Harald Juhnke, Konstantinos Simonides, Karl May sowie Alexander von Humboldt legte er Biografien vor. Sein Buch über die Theatergeschichte führt vor allem jene Theatermacher auf, die ihm als Kritiker besonders viel bedeutet haben.
- Spektakel: Eine Geschichte des Theaters von Schlingensief bis Aischylos. Siedler Verlag, München 2014, ISBN 978-3-8275-0027-4.
- Karl May: Untertan, Hochstapler, Übermensch. Siedler Verlag, München 2011, ISBN 978-3-88680-975-2.
- Die Odyssee des Fälschers. Siedler Verlag, München 2011, ISBN 978-3-88680-966-0.
- Der Entertainer der Nation. Harald Juhnke. Zwischen Glamour und Gosse. Argon Verlag, 1997, ISBN 3-87024-384-8.
- Berlin um Mitternacht. Argon Verlag, München 1998, ISBN 3-87024-470-4.
- Alexander von Humboldt: Der Preuße und die neuen Welten. Siedler Verlag, München 2018, ISBN 978-3-8275-0074-8.
- Elefanten. Ein Portrait. Matthes & Seitz, Berlin 2020, ISBN 978-3-75180-201-7.